# Пелта

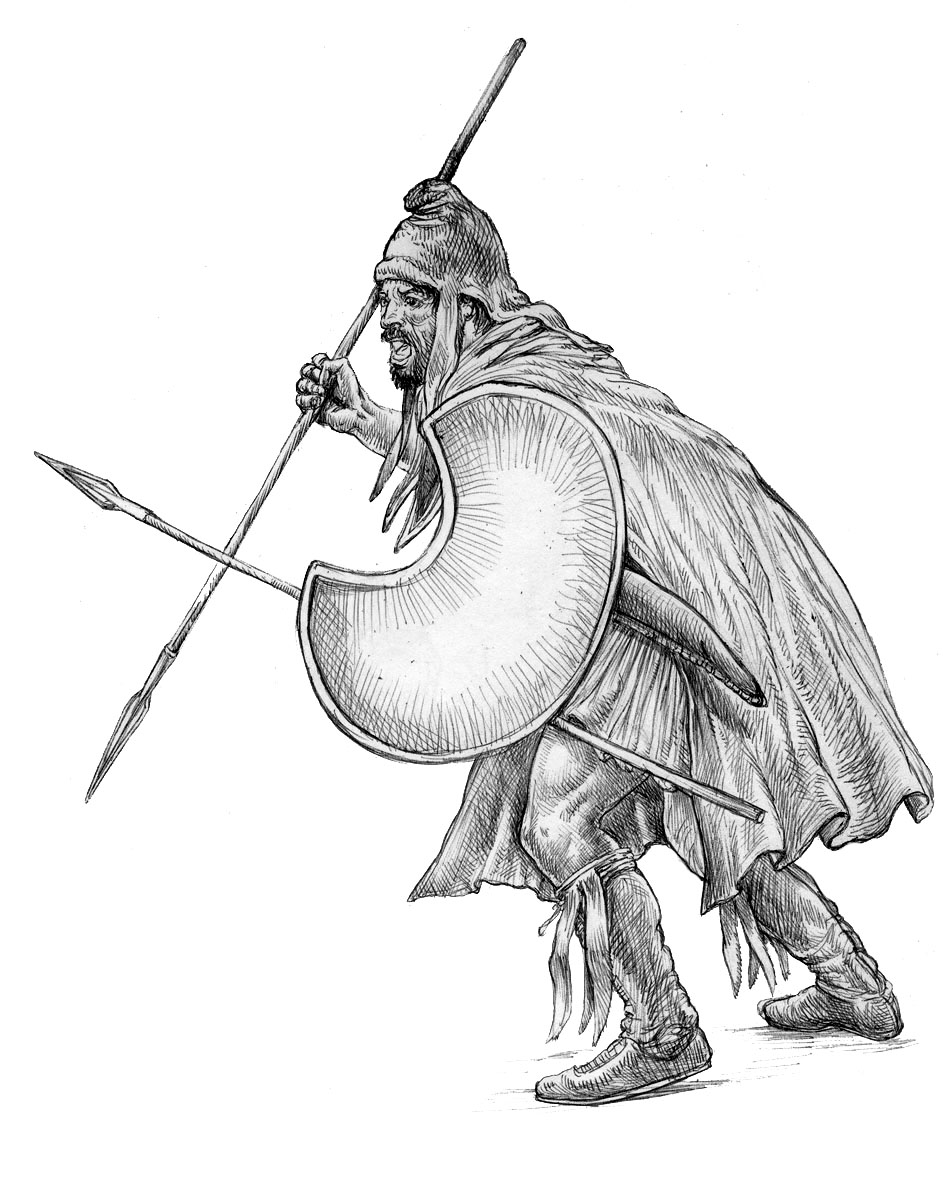
Фракійський воїн з пелтою

Пе́лта, пе́льта (грец. πέλτη, péltê) — легкий шкіряний щит, уживаний фракійськими піхотинцями — велітами (пельтастами), який мав форму півмісяця. Основа вироблялася з легкого дерева, або плелася з очерету, лози, вербового пруття тощо. Каркас обтягувався шкірою, а зверху міг покриватися міддю. Ксенофонт писав, що пелта має круглу форму, однак такий опис зустрічається нечасто. Перси та інші східні воїни також використовували щити, схожі на пелту. Проте вважається, що батьківщиною щита у формі півмісяця була саме Фракія.